# Atentado al centro comercial Centro 93
El atentado al centro comercial Centro 93 fue un ataque terrorista dirigido contra ese establecimiento comercial, ubicado sobre la Carrera 15 con Calle 93 en la localidad de Chapinero en Bogotá.
El atentado realizado por el Cartel de Medellín con un coche bomba con 150 k de dinamita, dejando un saldo de 8 muertos y 242 heridos. Este es considerado como el último gran ataque terrorista ordenado por Pablo Escobar antes de ser abatido por las autoridades. La explosión dejó un cráter de 80 cm de profundidad.
Además de las personas fallecidas, se registraron daños en 100 locales del centro comercial y pérdidas cercanas a los 1.500 millones de pesos de la época. En el atentado también hubo daños materiales en el Centro Internacional del Mueble, ubicado al frente del Centro 93.

## Otras referencias
En el episodio 72 de la serie Pablo Escobar, el patrón del mal, se hace referencia a este atentado terrorista. 